# Perifrasi
La perìfrasi (dal greco antico pèri e phrazein, ovvero "dire intorno") è una figura retorica che consiste nel sostituire una o più parole in una frase con altre che ne richiamino il senso o lo veicolino in modo più suggestivo o efficace. Questa figura retorica può essere utilizzata per evitare una ripetizione ravvicinata dello stesso termine, per rendere meglio comprensibile un concetto tecnicamente complesso, oppure per evitare espressioni o termini troppo diretti che potrebbero essere percepiti come non rispettosi (eufemismi), ma anche per dare sfumature differenti al significato (per es. un tono celebrativo o ironico). La perifrasi è un tipo di circonlocuzione, ovvero un giro di parole.
Esempi:
- «andò, prima della raccolta, a ricevere il premio della sua carità»: per indicare che l'uomo, un generoso benefattore, morì e andò sicuramente in paradiso (Alessandro Manzoni, I promessi sposi);
- «nella calotta del mio pensiero»: per indicare la propria mente (Eugenio Montale);[4]
- «ed elli avea del cul fatto trombetta»: per indicare una flatulenza (Dante Alighieri, Inf. XXI, 139);
- «'l tristo sacco / che merda fa di quel che si trangugia»: per indicare lo stomaco in maniera dispregiativa e triviale (Dante Alighieri, Inf. XXVIII, 26-27);
- «re de l'universo»: per indicare Dio (Dante Alighieri, Inf. V, 91);
- «colui che tutto move»: per indicare Dio (Dante Alighieri, Par. I, 1);
- «Quae quoniam rerum natura sola gubernas» ("Poiché tu sola governi la natura delle cose"): per indicare Venere (Lucrezio, De rerum natura, Libro I).

Pur trattandosi di figure retoriche di ampio uso comune, se ne fa grande utilizzo nell'epica greca e latina e nella letteratura in generale. Molto spesso vengono utilizzate per tramite degli eroi omerici quali, ad esempio, Ulisse, Achille, Ettore, Priamo.